# Tata (candomblé)
Tatá palavra usada no Candomblé Banto, que em português significa pai. Pode ser usada com outras palavras mas sempre mantendo o significado inicial, exemplos: Tata-de-inquice, Tata Quivanda, Tata Mavambo.